# Agitación y propaganda antisoviética
La Agitación y propaganda antisoviética (ASA) (en ruso: антисоветская агитация и пропаганда o ACA, transliterado como antisovétskaya aguitátsiya i propaganda, ASA) fue una ofensa criminal en la antigua URSS. Dicha frase era intercambiable con la de “agitación contrarrevolucionaria”, la cual había estado en uso poco después del triunfo de la Revolución bolchevique de fines de 1917 y fue gradualmente eliminado a fines de la década de 1930 en favor del primero.

## Historia
Según el artículo 58.10 del Código Penal de la RSFSR que estaba en vigor durante el régimen estalinista, “la propaganda y agitación que llamasen a derrocar o socavar el poder soviético” era punible con por lo menos 6 meses de prisión y hasta incluso con la pena de muerte en períodos de guerra o eventuales desórdenes civiles. Desde 1958, coincidiendo con el período histórico de desestalinización o de deshielo iniciado a partir del denominado discurso secreto que había pronunciado el entonces nuevo líder soviética Nikita Jrushchov el 25 de febrero de 1956, el CP ruso fue significativamente revisado. Incluso el estilo de su redacción fue acercado al de las normas legales occidentales. El artículo 58.10 fue implementado por un artículo separado -el 70- que versaba específicamente sobre la “Agitación y propaganda antisoviética”. La misma fue definida de la siguiente manera:
1. Propaganda o agitación con el propósito de socavar o debilitar el poder soviético o con el propósito de cometer o la incitación a cometer delitos particularmente graves contra el Estado soviético (tal como fue definido en la ley);

1. La difusión con los mismos propósitos de invenciones [mentiras] calumniosas que apuntasen al sistema político y social soviético.

1. La producción, diseminación o almacenamiento, para los mismos propósitos, de literatura con contenido antisoviético.

La pena impuesta iba de 6 meses a 7 años de prisión, con un posible exilio interno subsiguiente de entre 2 y 5 años de duración. El artículo 70 fue considerado por los críticos del entonces régimen soviético como una grave violación de la libertad de expresión. De hecho, el mismo se encontraba entre los principales instrumentos legales destinados al procesamiento de los disidentes soviéticos, además de la ofensa del denominado parasitismo social y la psiquiatría punitiva (que consistía en la internación de disidentes en hospitales psiquiátricos específicos o psijushkas, como si estuviesen afectados por enfermedades mentales).
La cláusula sobre literatura estaba particularmente orientada para combatir el fenómeno de las (auto)publicaciones clandestinas conocidas como samizdat. Mientras que en la legislación específica se incluía la provisión “con el propósito de”, las anotaciones oficiales (las cuales eran referidas como “Adiciones y explicaciones a...”), así como la propia práctica legal real hacía que fuese suficiente aseverar que la persona cuerda procesada se debía haber dado cuenta de las implicaciones maliciosas de sus palabras. Este artículo fue la herramienta legal más comúnmente usada en la URSS para combatir el anteriormente mencionado fenómeno de los disidentes.
Poco después del proceso judicial contra Siniavski y Daniel, el Código Penal soviético fue ampliado con el atenuado artículo 190-1, el cual versaba sobre “La diseminación de invenciones falsas conocidas que difamen al Estado soviético y su sistema social” (1967). Aquel último consistía básicamente en la repetición del artículo 70, con la omisión de la frase “propósito antisoviético”. No obstante, en este caso la pena era menor, siendo de “sólo” hasta tres años de prisión.
El militar y posterior disidente Petró (Piotr) Grigorenko escribió en sus memorias que cualquier crítica contra el gobierno soviético o eventos (oficiales) en la URSS era fácilmente clasificada como ASA. La diseminación de cualquier tipo de información que no estuviese oficialmente reconocida o ideológicamente aceptada era clasificada como “difamación antisoviética”. De esta forma fueron encarcelados casi todos los miembros del Grupo Helsinki de Moscú de defensa de derechos humanos que operaban dentro del territorio soviético.